# Dorothea Maria Lösch

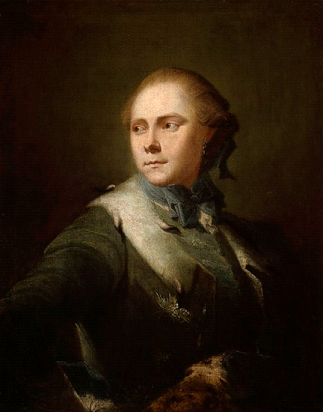
Dorothea Maria Lösch, Gemälde von Isak Wacklin

Dorothea Maria Lösch, verheiratet Dorothea Maria Theslöf oder Theslef, * 1730; † 2. Februar 1799 in Stockholm, war laut einer älteren Quelle der erste weibliche Schiffskapitän Schwedens. Weitere Schreibweisen ihres Geburtsnamens sind Dorothea Maria Losch oder Dorothea Maria Läsch.
Die wichtigste Referenz zu Löschs Leben ist Wilhelmina Stålbergs Publikation Anteckningar om svenska quinnor (Aufzeichnungen/Anmerkungen über schwedische Frauen) von 1864. Dort ist verzeichnet „Unter den Frauen, die sich durch Mut und Tapferkeit ausgezeichnet haben, nimmt Frau Theslöf eine hervorragende Rolle ein. Während der größeren, entscheidenden Schärenschlacht am Svensksund am 9. Juli 1790 übernahm sie das Kommando des Schiffes Armida, nachdem alle Offiziere gefallen, verletzt oder abkommandiert waren. Für diese Heldentat erhielt sie von König Gustav III. die Vollmacht als Kapitän der Schwedischen Flotte. Diese Vollmacht sollte noch existieren.“
Neuzeitliche Untersuchungen konnten jedoch keine weiteren Dokumente zu den Ereignissen auf dem Schiff Armida finden. Weiterhin ist die genannte Vollmacht verschollen. Als gesichert gilt, dass Lösch 1756 den Korvettenkapitän Mårten Johan Theslef heiratete, mit diesem 11 Kinder hatte und große Teile ihres Lebens in Finnland verbrachte. Sie veröffentlichte 1765 eine medizinische Abhandlung zur Behandlung von Pocken.